# Río San Miguel (Sonora)
Río San Miguel es un río de caudal intermitente, que está seco la mayor parte del año, pero con caudal en verano por ser el tiempo más importante de lluvias; corre de norte a sur, en el centro norte del estado de Sonora, México; de 220 km de largo y paralelo y al oeste del Río Sonora del cual es una subcuenca, y se une a él, un poco antes desembocar en la Presa Abelardo L. Rodríguez.

## La cuenca

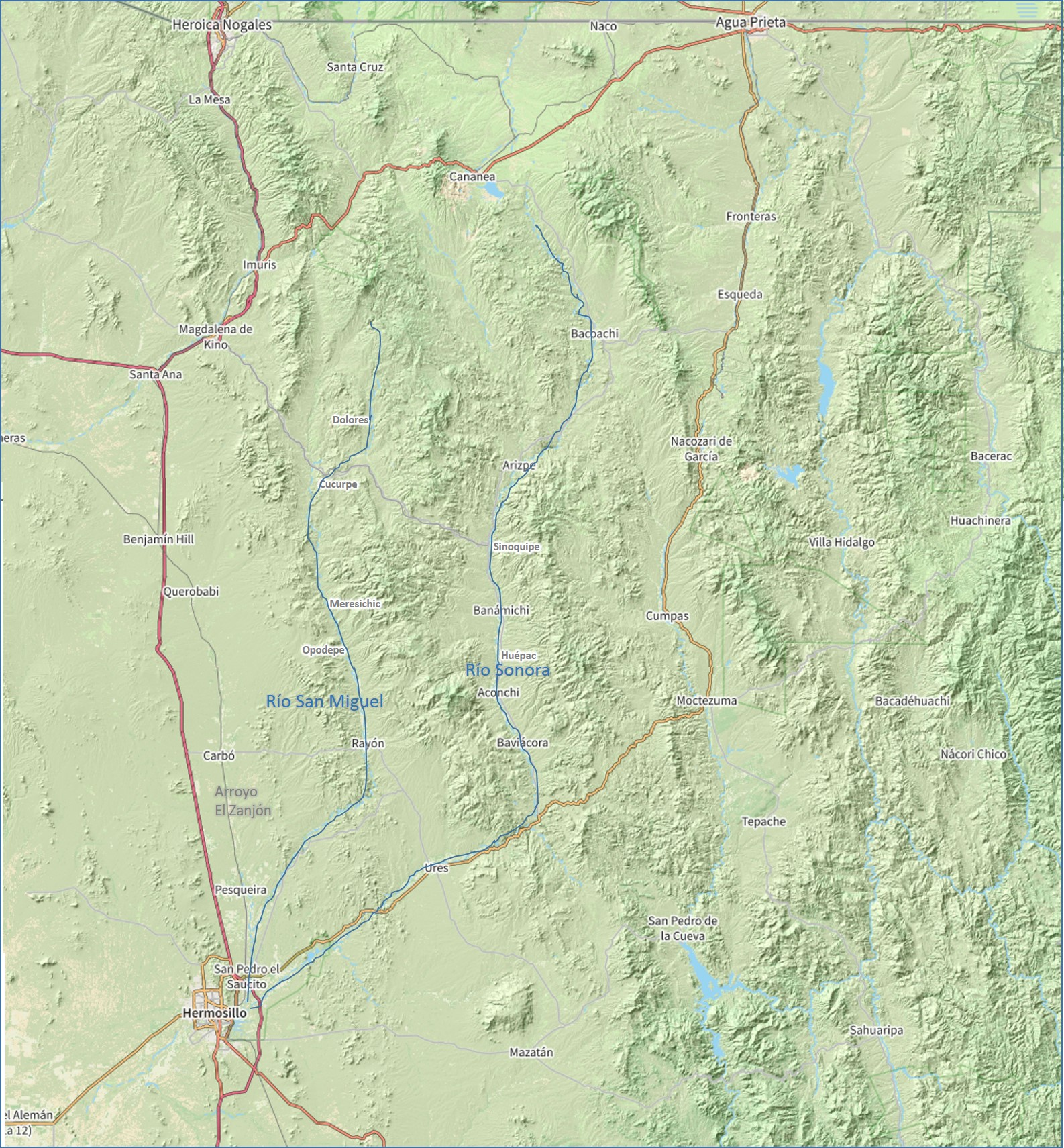
Río San Miguel (Sonora)

La Cuenca del Río San Miguel está limitada al norte por la Sierra Azul, al oeste por sierra La Madera, Cucurpe y San Jerónimo, al este por las sierras San Antonio, Los Locos, El Jucaral y El Aconchi y al sur, por la Presa Abelardo L. Rodríguez.
El río nace al sur de la Sierra azul, a una altitud de 2,000 msnmm y al pie y costado oriente de la sierra “La Madera”, en arroyo “Las Rastras”; pasa por “El Carrizal,” la Misión de Dolores y algunos ranchos hasta  llegar Cucurpe, donde se integra el arroyo “Saracachi” y los arroyos “El Valle” y “Santo Domingo”. El Río “San Miguel” sigue su curso al sur pasando por los pueblos de Tuape, Meresichic, Opodepe, y Rayón y San Miguel de Horcasitas, pasando antes por el “Ranchito de Aguilar”, donde gira al suroeste. Unos 30 km al sur, se incorpora el arroyo “El Zanjón” de buena importancia, a la altura del poblado de Zamora. El “Río San Miguel”  continua su recorrido al sur tocando cruzando las comunidades de San Pedro El Saucito, El Tasajal y La Victoria, aportando sus contenido a la Presa Abelardo L. Rodríguez.
El Arroyo “El Zanjón” también corre paralelo al Río San Miguel y Sonora, y de norte a sur. Inicia en el arroyo “Los Otates,” al poniente de la Sierra de Cucurpe pasando por los poblados de Querobabi,  Carbó y Pesqueira, donde se integra el arroyo “El Pinto”, mismo que baja las aguas de las serranías ubicadas al este.

## Usuarios
Varias unidades de usuarios de riego están conformadas para la y coordinación del aprovechamiento y uso de sus aguas, sumando 1,301 aprovechamientos subterráneos siendo unos 65 pozos (5%) y 95% de norias y 35% agrícola, 22% pecuario, 15% urbano y el resto para otros usos.